# Castres (Tarn)
Castres [kastʁ] (okzitanisch Castras) ist eine südfranzösische Stadt und eine Gemeinde mit 42.700 Einwohnern (Stand: 1. Januar 2022) im Département Tarn in der Region Okzitanien. Sie ist Verwaltungssitz des Arrondissements Castres und von mehreren Kantonen.

## Lage und Klima
Castres liegt gut 40 km (Fahrtstrecke) südlich von Albi und 72 km östlich von Toulouse am Ufer des Flusses Agout, in den hier die Nebenflüsse Durenque und Thoré einmünden. Die Gemeinde liegt in der Nähe der Monts du Sidobre und der Montagne Noire in einer Höhe von ca. 170 m. Das Klima ist überwiegend mild und wird sowohl von den Bergen des Zentralmassivs als auch vom Mittelmeer beeinflusst; Regen (ca. 1050 mm/Jahr) fällt überwiegend im Winterhalbjahr.

## Bevölkerungsentwicklung
| Jahr                       | 1800   | 1851   | 1901   | 1954   | 1999   | 2020   |
| Einwohner                  | 15.171 | 20.815 | 27.308 | 34.123 | 43.496 | 42.394 |
| Quellen: Cassini und INSEE |        |        |        |        |        |        |

Der anhaltende Bevölkerungszuwachs der Stadt erklärt sich im Wesentlichen durch die Zuwanderung von Familien aus den Dörfern der Umgebung, die infolge der Mechanisierung der Landwirtschaft und der Aufgabe von Kleinbauernhöfen („Höfesterben“) arbeitslos geworden sind.

## Wirtschaft
Mit rund 62 000 Einwohnern in der Stadt und ihrer Umgebung (1999) ist Castres das drittgrößte Industriegebiet in der Region Midi-Pyrénées nach Toulouse und Tarbes, sowie das größte Industriegebiet des Languedoc zwischen Toulouse und Montpellier. Bedeutendstes Unternehmen ist der multinationale Pharmazie- und Kosmetik-Konzern Laboratoires Pierre Fabre. Das Centre universitaire de formation et de recherche Jean-François-Champollion d’Albi ist eine wichtige kulturelle Einrichtung.

## Geschichte
Der Ortsname leitet sich vom lateinischen castrum (befestigter Ort) her. Castres entwickelte sich um eine im 7. Jahrhundert gegründete Benediktinerabtei und wurde eine wichtige Station auf dem Jakobsweg, der Via Tolosana, da in der Abteikirche aus dem 9. Jahrhundert Reliquien des heiligen Vinzenz von Saragossa aufbewahrt werden. Die Abtei geriet 1074 unter die Hoheit von Saint-Victor in Marseille.

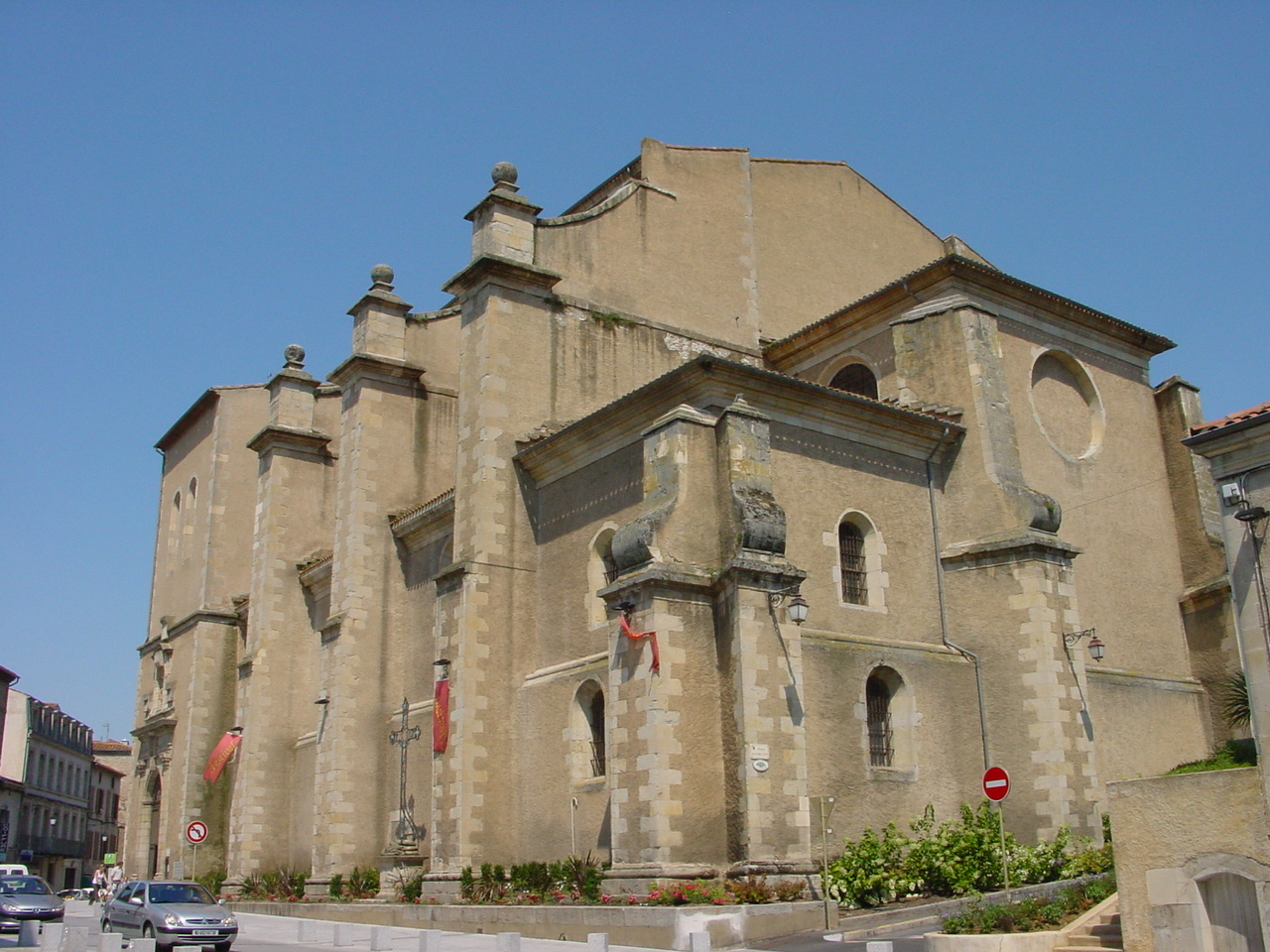
Ehemalige Kathedrale von Castres

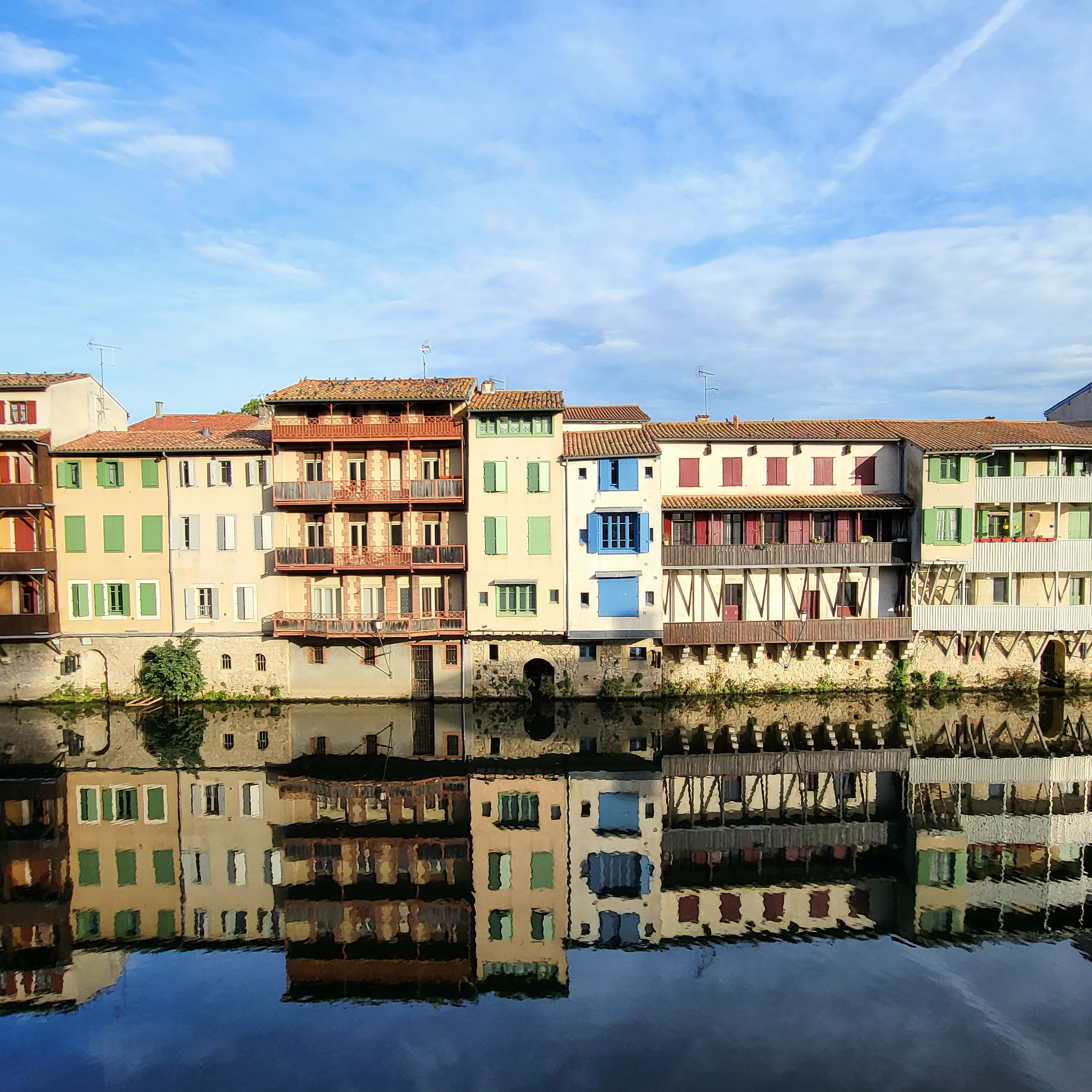
Alte Häuser am Agout

Im Jahr 1271 kam Castres als Folge des Vertrags von Paris von 1229 unter die direkte Herrschaft des Königs. Ca. 45 Jahre später (1317/18) wurde Castres zum Bischofssitz ernannt (siehe: Liste der Bischöfe von Castres). Im Jahr 1356 wurden die Stadt und ihr Umlang zur Grafschaft erhoben (siehe: Grafschaft Castres). Dennoch wurde das 14. Jahrhundert für die Stadt eine Zeit des Niedergangs: Im Jahr 1375 lebten nur noch 4000 Menschen in der Stadt, ein Jahrhundert zuvor waren es doppelt so viele gewesen.
Nach der Enteignung Jacques d’Armagnacs, Herzog von Nemours, dem auch die Grafschaft Castres gehörte, wurde das Land von König Ludwig XI. Boffille de Juge (Boffillo del Giudice) gegeben, einem italienischen Adligen und Abenteurer, kam aber 1519 an die Krone zurück.
Zwischen 1530 und 1560 konvertierten die Einwohner der Stadt zum Protestantismus. In der Zeit nach 1575 wurde Castres durch den Handel mit den Protestanten reich; die Stadt wurde eine unabhängige Republik und einer der wichtigsten Plätze der Protestanten in Südfrankreich. Im Jahr 1629 ließ König Ludwig XIII. die Protestanten vertreiben und die Stadtmauern schleifen, was dem Wohlstand in der Stadt aber keinen Abbruch tat (Verarbeitung von Pelzen, Leder und Wolle). 1648 wurde die Académie de Castres gegründet, ein neuer bischöflicher Palast von Michel de Tubœuf gebaut, ebenso eine neue Kathedrale; Castres wurde der Sitz der Chambre de l'Édit des Parlement de Toulouse, eines Gerichtshofs, der (nach dem Edikt von Nantes) für die Rechtsprechung in Fällen, die Protestanten betrafen, eingerichtet worden war. Im Jahr 1665 gab es wieder 7000 Einwohner – ca. 4000 Katholiken und 3000 Protestanten. 1670 wurde die Chambre de l'Édit nach Castelnaudary verlegt, was zum Aderlass für die Stadt in Bezug auf die Kaufkraft wurde. Nach dem Widerruf des Edikts von Nantes (1685) gingen viele Protestanten ins Exil.
Im Jahr 1758 verlor die Stadt ihre liberale Verfassung, zwei Jahre später wurde sie – wenige Jahre nach der Affäre Calas in Toulouse – Schauplatz der landesweit beachteten Affäre Sirven, in der die protestantischen Eheleute Sirven angeklagt wurden, ihre Tochter ermordet zu haben, nachdem sie zum Katholizismus übergetreten war. Dem Todesurteil am 29. März 1764 folgte wenige Jahre später (1771) der Unschuldsbeweis durch Voltaire.
Während der Französischen Revolution wurde die Diözese Castres aufgehoben und die Stadt dem Bistum Albi unterstellt. Im Jahr 1790 zur Präfektur des Départements erhoben, wurde die Stadt 1797 – ebenfalls zugunsten Albis – zur Unterpräfektur heruntergestuft. Dennoch erlebte Castres im 19. Jahrhundert in Spezialisierung auf seine alten einfachen Produkte einen bemerkenswerten wirtschaftlichen Aufschwung; um 1860 gab es 50 Wollmanufakturen in der Stadt, die 3000 Menschen Arbeit gaben. Ende des Jahrhunderts hatte sich durch die Industrialisierung die industrielle Textilverarbeitung durchgesetzt – Castres war nun die größte Stadt des Départements und übertraf Albi um 5000 Personen.
Anfang 1941 wurde in Castres in der Rue Émile Zola ein Geheim-Gefängnis des Vichy-Regimes mit der Tarnbezeichnung Baraque 21 eingerichtet, in dem Antifaschisten aus 18 Ländern, unter ihnen auch 1941 auch Franz Dahlem und Luigi Longo, inhaftiert waren. Viele der deutschen Häftlinge wurden an die Gestapo ausgeliefert. Am 16. September 1943 kam es zu einem „Massenausbruch“ von 36 der 60 Inhaftierten, der von ehemaligen Interbrigadisten um Heinz Priess und Ernst Buschmann organisiert wurde. Heute befindet sich in diesem Gebäude der kommunale Jugendklub MJC Centre, in dem es zur Erinnerung daran einen als Baraque 21 benannten Ausstellungs- und Veranstaltungssaal gibt.
Die zweite Hälfte des 20. Jahrhunderts brachte eine erneute Zeit des Niedergangs, ausgelöst durch die Umstrukturierung der Industrie, von der vor allem die Textilverarbeitung betroffen war. Die geografische Lage tat ein Übriges: Castres im Schatten der Montagne Noire und als Zentrum eines landwirtschaftlich geprägten Gebietes, nun abseits der Verkehrswege, ist die einzige Stadt Frankreichs dieser Größenordnung, die nicht ans Autobahnnetz angeschlossen ist.

## Sehenswürdigkeiten
- Die Kirche Saint Benoît ist die ehemalige Kathedrale von Castres.
- Die alte Häuserfront mit ihren Balkonen am Agout gehört zu den schönsten Ansichten der Stadt.
- Im ehemaligen Bischofspalast, von Jules Hardouin-Mansart gebaut, ist heute das Musée Goya untergebracht; der Garten stammt von André Le Nôtre.
- Die romanische Tour Saint Benoît in der Nähe des Palais ist das einzige Überbleibsel der Benediktinerabtei.
- Das Hôtel de Nayrac aus dem Jahr 1635 ist einer der imposantesten Renaissancebauten im Süden Frankreichs.
- Das Musée Jean Jaurès ist das Geburtshaus des Politikers und Publizisten; er war u. a. Mitbegründer der Zeitschrift L’Humanité.[1]

## Sport
Der Rugby-Union-Club Castres Olympique ist viermaliger französischer Meister (1949, 1950, 1993 und 2013). Die Stadt war seit 1991 viermal Etappenort der Tour de France.

## Persönlichkeiten
Die Liste enthält eine Übersicht bedeutender, im heutigen Castres geborener oder wirkender Persönlichkeiten. Ob die Personen ihren späteren Wirkungskreis in Castres hatten oder nicht, ist dabei unerheblich. Viele sind nach ihrer Geburt weggezogen und andernorts bekannt geworden. Die Liste erhebt keinen Anspruch auf Vollständigkeit.
Im Jahr 1836 gründete Émilie de Villeneuve (1811–1854), die Tochter eines Präfekten von Castres, in Castres die Congrégation de Notre-Dame de l'Immaculée Conception de Castres, eine Kongregation, deren Schwestern in Frankreich, Spanien, Italien, in Lateinamerika (Brasilien, Argentinien, Paraguay, Uruguay, Mexiko, Bolivien, Venezuela), Afrika (Senegal, Gambia, Gabun, Benin) und auf den Philippinen arbeiten.
- Pierre de Fermat (1607–1665), Jurist und Mathematiker
- Alexander Morus (1616–1670), französisch-schottischer evangelischer Geistlicher und Hochschullehrer
- Paul Rapin de Thoyras (1661–1725), Historiker
- Antoine Sabatier de Castres (1742–1817), Journalist, Schriftsteller und Publizist
- Marc David Lasource (1763–1793), Präsident der Gesetzgebenden Versammlung vom 18. April bis 2. Mai 1793
- François Martin Lebrun (1799–1849), Ingenieur und Architekt, Erfinder des Stampfbetons
- Émilie de Villeneuve (1811–1849), Ordensfrau und Gründerin der Congrégation de Notre-Dame de l'Immaculée Conception de Castres
- Victor-Félix Bernadou (1816–1891), Erzbischof von Sens und Kardinal
- Henri Ramière (1821–1884), Jesuit und Publizist
- Charles-Eugène Galiber (1824–1909), französischer Marineoffizier und Politiker
- Marcel Briguiboul (1837–1892), Maler
- Jean Jaurès (1859–1914), Politiker Jean Jaurès

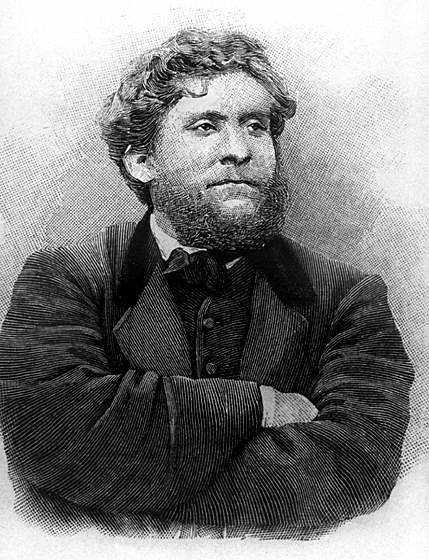
Jean Jaurès

- Henri Besairie (1898–1978), Geologe
- Roger Peyrefitte (1907–2000), Schriftsteller
- Pierre Rivemale (1910–1945), Maler
- André Armengaud (1920–1980), Historiker
- Jean Chabbert (1920–2016), römisch-katholischer Bischof von Perpignan-Elne
- Jacques Limouzy (1926–2021), Politiker
- Yvette Monginou (1927–2023), Leichtathletin
- Frédérick Tristan (1931–2022), Schriftsteller, Prix Goncourt 1983
- Dani (geb. Danièle Graule; 1944–2022), Schauspielerin und Sängerin
- Jacques Esclassan (* 1948), Radrennfahrer und Kommunalpolitiker
- Claude Puel (* 1961), Fußballspieler und -trainer
- Pierre Camara (* 1965), Dreispringer
- Maryline Salvetat (* 1974), Radrennfahrerin
- Yannick Jauzion (* 1978), Rugby-Union-Nationalspieler
- Jean-Marc Marino (* 1983), Radrennfahrer
- Leïla Martial (* 1984), Jazzsängerin
- Pierre Ochs (* 1984), Freestyle-Skier
- Saphir Taïder (* 1992), Fußballspieler
- Mélody Julien (* 1999), Langstreckenläuferin
- Lou Jean (* 2004), Musikerin

## Städtepartnerschaften
- Linares, Spanien
- Wakefield, England
- Butare, Ruanda